# تجزیه چولیسکای
در جبر خطی تجزیه چولیسکی (انگلیسی: Cholesky decomposition) یا فاکتورگیری چولیسکی یک تجزیهٔ ماتریس هرمیتی، ماتریس مثبت معین به ضربی از یک ماتریس پایین مثلثی و ترانهاد مزدوج آن است که برای راه‌حل‌های کارآمد عددی به مانند روش مونت‌کارلو به کار گرفته می‌شود که توسط André-Louis Cholesky برای ماتریس‌های حقیقی کشف شد. هنگامی که قابل به کارگیری باشد، تجزیهٔ چولیسکی دوبرابر سریعتر از تجزیه ال یو برای حل دستگاه‌های معادلات خطی است.